# Biografía
Una biografía es la historia de la vida de una persona. Suelen ser en orden cronológico los hechos más significativos, narrados por el propio interesado o por otra persona, y normalmente centrados en el campo del conocimiento o la historia en el que el personaje ha destacado o por los que es conocido. Las biografías constituyen en sí mismas un género literario.

## Teoría de la biografía
La biografía es un tipo o subgénero literario-histórico situado dentro de los géneros "memorialísticos", y a su vez integrados en los ensayísticos. Se configura modernamente, sobre todo, con las moralizantes Vidas paralelas de Plutarco y los distintos De viris illustribus y atraviesa la Edad Media característicamente en forma de hagiografía o vidas de santos hasta alcanzar la biografía carolingia; se seculariza a partir del Renacimiento y reverdece en el siglo XIX con el Romanticismo, volviéndose luego con el Realismo mucho más riguroso y documental hasta la actualidad.
Los principales teóricos de la biografía propiamente dicha en sentido moderno son autores españoles del siglo XX y, a su vez, creadores de biografías: Eugenio D'Ors, Ramón Gómez de la Serna, Gregorio Marañón y, en menor medida, María Zambrano; entre los hispanoamericanos, Alfonso Reyes. Entre los teóricos no españoles son de considerar Wilhelm Dilthey, André Maurois, Munford, Emil Ludwig y Stefan Zweig, también biógrafos, a excepción del primero.
"La Biografía es un género tradicionalmente de primer rango tanto desde el criterio de la Ciencia de la literatura como desde el criterio de la Educación y por supuesto del pensamiento humanístico en su sentido más característico ... Se trata de la representación del personaje real y los asuntos humanos". Por ello es susceptible de análisis y reconstrucción mediante la teoría aristotélica de la fábula vertida en su "Poética".

## Tipología
Las diferencias entre las biografías son de muy distinto sesgo y originan toda una serie de subgéneros: la biografía erudita o filológica, la biografía intelectual, la biografía autorizada o no autorizada, la vita moralizante grecolatina, el memorial, las vidas de santos (agiografías), la semblanza, el retrato, las vidas de trovadores provenzales, la autobiografía falsa, la biografía ficticia, la autoficción, el currículum, la biobibliografía, el dossier documental sobre una persona y las prosopografías, repertorios o diccionarios biográficos más o menos generales o especializados.

### Distinción legal
Una primera distinción, por ejemplo, es legal: la que existe entre la biografía autorizada (sometida a la supervisión y censura del personaje cuya vida expone), y la biografía no autorizada (escrita con libertad por su autor y frecuentemente contra los deseos del biografiado). La biografía autorizada suele estar compuesta por un ghost writer o "escritor fantasma", por lo general un periodista, cuando el personaje biografiado no dispone de tiempo o de la habilidad de redactar sus propias memorias, para lo cual aquel se inspira en conversaciones con el personaje, en cintas magnetofónicas (magnetófono) grabadas con él o en un borrador o documentos suministrados por él, a los que da forma de relato en primera persona y, más raramente, en tercera. Por otra parte, el biógrafo más autorizado, objetivo e imparcial es siempre un historiador profesional.

### Según el autor
Otra distinción radica en el autor. Si la escribe el propio personaje que es motivo de la misma dando cuenta y razón de sí mismo se denomina autobiografía, esto es, es la biografía escrita por el mismo personaje de quien habla el relato, en primera persona y sin ayuda exterior. Dentro de este concepto han llegado a formarse subgéneros en función de la posición social del autor, como las autobiografías de esclavos o las autobiografías de soldados españoles del Siglo de Oro. Algunos tipos específicos de biografías son las memorias, el diario personal o confesión, el epistolario, el diario simple o dietario, el libro de viajes, este último ambivalente entre biografía y autobiografía. Biografía y autobiografía coinciden en ser géneros ensayísticos memorialísticos. Un tipo especial de autobiografía lo constituyen los diarios íntimos que escribe un autor con el propósito de desahogarse y sin ninguna regularidad cronológica; a este género pertenecen las Meditaciones del emperador y filósofo Marco Aurelio, las Confesiones del cristiano san Agustín de Hipona o el Diario íntimo de Unamuno. 
Dentro del género autobiográfico pueden ponerse también, distinguiéndolos de los diarios íntimos, los diarios o dietarios, que recogen los hechos de la vida de una persona por ella misma con una cierta periodicidad, así como los epistolarios o colecciones de cartas escritas por un autor que, en su manifestación más completa, pueden incluir también las que recibió, denominándose entonces al autor epistológrafo y a su labor epistolografía.
También existe la falsa autobiografía, en la que una persona se reinventa a sí misma de la forma que hubiera deseado ser o no ser (los Comentarios del desengañado de sí mismo, de Diego Duque de Estrada) o reinventa a otra en primera persona (Memorias de Adriano, de Marguerite Yourcenar), y la biografía ficticia de personajes que han existido (por ejemplo, Marcel Schwob y sus Vidas imaginarias) o que no (Max Aub y su Jusep Torres Campalans o Jorge Luis Borges y su Pierre Menard, autor del Quijote, entre otros).

### Según la información seleccionada
Un nuevo criterio de clasificación lo establece la selección de la información que comprende la biografía, esto es, el lapso de tiempo o las facetas del biografiado que se incluyen y que no se incluyen en la biografía. En este sentido se pueden distinguir, entre otras, la biografía erudita o filológica, que trata de recoger todos los pormenores de la vida del biografiado, generalmente a través del recurso a archivos, y la biografía intelectual o psicológica, que trata de ofrecer una visión contextualizada de su personalidad, haciendo uso principalmente de su obra escrita, si existe. Un ejemplo de este último tipo es la biografía de Luis Vives escrita por el filósofo José Luis Villacañas, quien en la misma plantea las líneas generales de este subgénero:

No echo de menos una biografía erudita o filológica de Vives, que husmee en los archivos y notarías de España o de Flandes hasta encontrar el nombre de su carnicero o el notario de sus escasos bienes. Eso no se le puede pedir a un filósofo, que siempre trabaja con fuentes primarias bien establecidas. Hablo de una biografía que ofrezca el perfil de un alma porque sea capaz de leer con atención todos los detalles expresivos de una escritura ingente. [...] Por supuesto, no aspiro a revelar al mundo novedades documentales. Mi trabajo tiene como finalidad dar a conocer a los lectores el caso Vives, el singular ser humano Vives, su experiencia, su carácter, su estilo, el juego complejo de su psiquismo.

En el caso del género autobiográfico, se habla de memorias si la autobiografía constituye una reseña de la actividad de una persona también por ella misma pero solamente durante un lapso determinado de años y no en su totalidad, ya que la intención de este subgénero es, ante todo, ofrecer un testimonio de ciertos hechos importantes como observador o partícipe, o hechos a los que asistió el autor pero desde un punto de vista externo a los mismos y muchas veces sin involucrarse en ellos.
Por otra parte, los libros de viajes suelen contener también abundantes elementos biográficos o autobiográficos, muchas veces ceñidos a la subjetiva interpretación de los hechos.
Otro subgénero biográfico es el relato testimonial o memorial, un tipo de informe cuya tendencia objetiva puede muchas veces contaminarse con lo autobiográfico.
El Cristianismo, siempre atento al subjetivismo a través del procedimiento de la confesión, y que se inspira en documentos tan biográficos como los Evangelios o los Hechos de los apóstoles, renovó notablemente el género a través, por ejemplo, de las Confesiones de San Agustín, pero de un modo tradicional pertenece a la hagiografía o escritura de tema sacro en el caso de las Actas de los mártires y en especial las vidas de santos, cuya característica esencial y distintiva consiste en incorporar relación de los milagros en vida del personaje y también después de su muerte. Pueden citarse al respecto compilaciones como las Vitae patrum, el Flos sanctorum o La leyenda dorada de Jacopo della Voragine. Para referenciar a los nobles y sus títulos se recurre al Almanaque de Gotha (1763-1944), que ha vuelto a imprimirse en Londres desde 1998 (2 vols.) De ámbito más funcional y pragmático, es el género biográfico contemporáneo del Who's who / Quién es quién, usado para referenciar biografías especializadas en un determinado oficio o sector de la sociedad moderna.

## Trayectoria del género
La biografía como género literario propiamente dicho nace en el Renacimiento y con él se denomina a un género distinto de las moralizantes vitae cultivadas desde la Antigüedad grecolatina, pues desde las Vidas, opiniones y sentencias de los filósofos más ilustres de Diógenes Laercio, la Vida de los sofistas de Filóstrato, las influyentes Vidas Paralelas de Plutarco, el De viris illustribus de Cornelio Nepote, las Vidas de los doce césares de Suetonio o la Historia Augusta la biografía respondía a un propósito edificante y moralizador, proponiendo ejemplos (el más notable fue el de Alejandro Magno, al que se consagraron numerosas biografías, por ejemplo la de Quinto Curcio) o incluso antiejemplos (en la mayor parte de la obra de Suetonio); esta orientación ética y educativa siguió dominando durante la Edad Media cuando imita los ejemplos grecolatinos el cristiano Jerónimo de Estridón en su De viris illustribus y sus continuadores Genadio de Marsella e Isidoro de Sevilla, cristianizándose ya absolutamente en las Vitae patrum y las demás vidas de santos, auténticas biohagiografías no pocas veces escasamente fiables como documentos históricos por la confianza sin límites que daban a los milagros, las leyendas piadosas y los hechos maravillosos y sobrenaturales; la más famosa (y nada fiable) colección de estas fue La leyenda dorada de Santiago de la Vorágine, que fue fuente constante de iconografía religiosa, pero fueron muy numerosos también otros repertorios, incluso en el mundo árabe, donde escandalizó el de Ibn al-Abbâr por incluir también biografías femeninas. Igualmente se compusieron numerosas Vidas de trovadores provenzales, y en el siglo XV, imitando a Plutarco, breves semblanzas por parte de Fernando del Pulgar (Claros varones de Castilla) y Fernán Pérez de Guzmán (Generaciones y semblanzas) o incluso biografías más extensas como la Breve parte de las hazañas del excelente nombrado Gran Capitán de Hernán Pérez del Pulgar.
Pero ya estos últimos modelos se inscriben en el Renacimiento, cuando nace el género biográfico moderno a causa de su antropocentrismo y laicismo y comienza en Italia el estudio de personas ilustres por su individualidad y su persecución de la gloria y la fama. El laicismo sustituye la teocéntrica vida de santos por la semblanza de destacados personajes de la vida civil, militar o artística; contribuyeron a esta concepción de la biografía Giovanni Boccaccio, Giovanni Villani y bastante después Paulo Jovio, Maquiavelo, Giorgio Vasari, Karel van Mander, Pierre de Brantôme y Gédéon Tallemant des Réaux, fuera de los citados castellanos Fernando del Pulgar, Fernán Pérez de Guzmán y Hernán Pérez del Pulgar, a los que habría que añadir la harto popular pseudobiografía del emperador Marco Aurelio compuesta por el muy cortesano franciscano fray Antonio de Guevara.
La más ambiciosa tendencia de agrupar las biografías en forma diccionarios históricos comenzó con el intento especialmente aplaudido del Diccionario histórico biográfico en latín de Charles Étienne (1596) el cual, a pesar de sus errores, tuvo un éxito inmenso, de forma que lo publicó aumentado Nicholas Lloyd (Dictionarium historicum, Oxford, 1670) y, habiéndolo traducido al francés Juigné en 1664, se hicieron ocho ediciones de la obra en ocho años consecutivos. Louis Moréri publicó otro que lo superó en 1674 y sucesivamente ampliado alcanzó diez tomos en folio ya en 1759. Pero su tendencia poco científica suscitó una obra más rigurosa de Pierre Bayle, su famoso Dictionnaire historique et critique (1696). Se añadieron a estos intentos el abate Jean-Baptiste Ladvocat (1753), Jolin Wathins y François-Xavier de Feller, pero la tendencia posterior fue ya que se realizaran colectivamente por medio de sociedades de autores.
En el siglo XIX, el Romanticismo dio al género biográfico dos direcciones diferentes: profundiza en la vida psíquica del biografiado o busca, por encima de todo, la amenidad literaria, sacrificando la verdad del personaje. Más adelante, el Realismo asumió la metodología del Positivismo y acrecentó el número y verificabilidad de las referencias, produciendo una gran búsqueda de documentación sobre el personaje (manuscritos, diarios, correspondencia, testimonios etc.) como elementos fundamentales de la narración biográfica, a fin de situar al biografiado en su auténtico medio histórico-social. Fueron hitos al respecto las polémicas biografías de Jesucristo escritas por David Friedrich Strauss (1835) y Ernest Renan (1863). Todavía, sin embargo, se escribieron biografías de fuerte sesgo literario, como las de Chesterton sobre grandes figuras del Catolicismo, las irónicas e impresionistas de Lytton Strachey (Victorianos eminentes, Biografía de la reina Victoria), o las de Stefan Zweig, Emil Ludwig y André Maurois. Modernamente, cultivan este género Rüdiger Safranski, Ian Gibson y muchos otros.
En cuanto a los diccionarios biográficos, llega en este siglo su consagración con las obras de Louis Gabrie Michaud Biographie universelle ancienne et moderne (Paris, Desplaces, 1843-1865), en 45 volúmenes, aún útil y con artículos firmados y acompañados de bibliografía. Similar es la Nouvelle biographie générale, depuis les temps les plus reculés jusqu'à nos jours dirigida por Jean-Chrétien-Ferdinand Hœfer (Paris, Firmin Didot fréres, 1855-1866. 46 v.). De la misma época es la obra de François Xavier de Feller Biographie universelle ou Dictionnaire historique des hommes que se sont fait un nom. (París : J. Leroux, Jouby et Ce., 1847-50. 8 vol.) y ya en transición al siglo XX Allgemeine deutsche Biographie (Leipzig, Duncker & Humblot, 1875-1910), 55 vols.

## Imparcialidad del género
Muchas veces las biografías evalúan o juzgan al personaje según su sexo, ideología, religión o moralidad, insuflando por ejemplo perspectivas machistas o devaluadoras. Se han señalado diversas formas de corregir estos sesgos cognitivos en especial en los géneros biográficos periodísticos de la necrológica o necrología, y en los burocráticos del currículo militar o profesional; por ejemplo, el test de Finkbeiner o la valoración sin nombres a ciegas.

## Repertorios biográficos y biógrafos españoles
El género de la biografía ha sido cultivado de forma asidua por algunos autores españoles desde los tempranos intentos del De viris illustribus del visigodo Isidoro de Sevilla y las obras similares de Paulus Emeritanus Diaconus. Ya en el siglo XIII, destacan las biografías de reyes de Juan Gil de Zamora y las vidas de santos de Bernardo de Brihuega y Rodrigo de Cerrato, los dos primeros más o menos vinculados a la corte de Alfonso X el Sabio.
En el ámbito andalusí, destacan la Historia de los sabios de Al Ándalus de Ibn al-Faradi, las vidas de poetas de Ibn Said al-Maghribi y la Historia de los jueces de Córdoba de Muhammad al-Jusaní. Menos cultivo tuvo la autobiografía, aunque de este subgénero haya ejemplos tan antiguos como la hoy perdida Prosopopoeia imbecillitatis propriae del visigodo Ildefonso de Toledo o la autobiografía de Leonor López de Córdoba, una poderosa dama que murió en tiempos de Juan II de Castilla y redactó un interesante resumen de su vida a fines del siglo XIV; en el ámbito musulmán hay que destacar la autobiografía del último rey zirí de Granada, Abd Allah ibn Buluggin, que es del siglo XI.
En el siglo XV destacan las semblanzas plutarquianas de Fernán Pérez de Guzmán (Generaciones y semblanzas) y Fernando del Pulgar (Claros varones de Castilla). Ya en el Siglo de Oro, destacó como biógrafo de artistas Francisco Pacheco, mientras que Fernando Pizarro y Orellana se consagró a escribir las vidas de los más famosos conquistadores de Indias y el jesuita Juan Eusebio Nieremberg destacó como biógrafo de los santos de su orden; Santa Teresa de Jesús y San Ignacio de Loyola dejaron esbozos autobiográficos en el siglo XVI tenidos por clásicos. Por demás destacan las autobiografías de soldados españoles, como las de Bernal Díaz del Castillo, Alonso de Contreras y la escasamente fiable de Diego Duque de Estrada, así como las de aventureros como Pedro Ordóñez de Ceballos y una serie de amplias reseñas memoriales de Cronistas de Indias, entre las que destacan las Elegías de varones ilustres de Indias (1589), de Juan de Castellanos, escritas en octavas reales; no se olvidaron tampoco las mujeres: el fraile Pedro Pablo de Ribera escribió en italiano Glorias inmortales, triunfos, y heroicas hazañas de ochocientas cuarenta y cinco mujeres ilustres antiguas, y modernas (Venecia, 1609).
La Real Academia de la Historia, desde su fundación en el siglo XVIII, tuvo entre sus propósitos principales elaborar un gran diccionario o repertorio biográfico español, lo que a lo largo de toda su trayectoria secular nunca pudo cumplir hasta tiempos muy recientes, con la publicación de su Diccionario Biográfico Español, en el que trabajan 3709 historiadores bajo la dirección técnica de Jaime Olmedo. Es una obra que pretende dar cuenta fiel, exacta y documentada de los 40 000 personajes que a su juicio constituyen lo sustancial de la Historia de España. Hubo, sin embargo, honorables intentos parciales ya en el citado siglo XVIII, muchos de ellos bajo la metodología ilustrada del Criticismo, entre los que destacan los de Nicolás Antonio, Antonio Palomino, Luis Pareja, Juan Antonio Pellicer y Saforcada, Juan Sempere y Guarinos, José Rodríguez de Castro, José Antonio Álvarez Baena, Fernando Díaz de Valderrama, Antonio de Alcedo, Juan Bautista Cubíe, Félix Latassa y Ortín, Roberto Muñiz, y Manuel José Quintana. Este último, a caballo entre los siglos XVIII y XIX, elaboró una colección de biografías bajo el título de Vidas de españoles célebres (París, 1827, 2 vols.) que fue muy leída.
En el siglo XIX, volvieron los repertorios bibliográficos bajo la metodología del Positivismo; abre el siglo el Diccionario histórico o Biografía universal compendiada, Barcelona: Narciso y Francisco Oliva, 1831-1834, XII vols.) y su Suplemento, audaz intento que no escatimaba en biografías de personajes españoles. José de Rezabal y Ugarte, Cayetano Alberto de la Barrera, que hizo un repertorio biobibliográfico del teatro clásico español; Manuel Serrano y Sanz, que elaboró el repertorio biográfico de las mujeres escritoras; Jerónimo Bécker, interesado por las biografías de nuestros políticos; Florencio Janer, que se ocupó en biografiar a los reyes de España y a otras figuras; Anastasio Chinchilla y Antonio Hernández Morejón, biobibliógrafos de la Medicina española; Cipriano Muñoz y Manzano, conde de la Viñaza, que hizo el intento de elaborar el repertorio biográfico de nuestros filólogos, lingüistas y gramáticos; Marcelino Menéndez Pelayo, que escribió los esbozos biográficos de los pensadores progresistas españoles en su Historia de los heterodoxos españoles; Manuel Juan Diana, que biografió a los militares españoles; Basilio Sebastián Castellanos de Losada, dirigió entre 1848 y 1868 los treinta volúmenes de la Biografía eclesiástica completa. Vida de los personajes del Antiguo y Nuevo testamento, de todos los santos que venera la Iglesia, papas y eclesiásticos célebres por sus virtudes y talentos en orden alfabético;Ángel María Segovia publicó 44 volúmenes de biografías bajo el título de Figuras y figurones: biografías de los hombres que más figuran actualmente así en la política como en las armas, ciencias, artes, magistratura, alta banca... Madrid (1881-1886, 2.º ed. corregida y aumentada). Manuel Ovilo y Otero, Vicente Díez Canseco, Luis Vilar y Pascual, Nicomedes Pastor Díaz y Francisco de Cárdenas, Juan Rico y Amat, Ildefonso Fernández y Sánchez, Carlos Ramírez de Arellano. La gran empresa que supuso la Enciclopedia Hispanoamericana conocida popularmente como el Espasa fue sin duda alguna un hito al consignar una información preciosa y con frecuencia insustituible sobre algunos raros personajes de la letra pequeña del siglo XIX.
En el siglo XIX pueden citarse las obras de Enrique Esperabé de Arteaga Diccionario enciclopédico ilustrado y crítico de los hombres de España, el más difundido, aunque no suficientemente exhaustivo. Tampoco lo es la obra de Francisco Agramonte Cortijo Ensayo de un diccionario biográfico-cronológico de los siglos XV al XX. Los diversos Archivo biográfico de España, Portugal e Iberoamérica (ABEPI) dirigidos y redactados por Víctor Herrero Mediavilla, compilaciones de índices biográficos españoles, han sido muy útiles. Luis Ballesteros Robles escribió un Diccionario Biográfico Matritense (Madrid: Ayuntamiento de Madrid, 1912); Alberto Gil Novales dirigió el gran proyecto de biografiar el primer tercio del siglo XIX español; destacan los diccionarios biográficos de periodistas y artistas por Manuel Ossorio y Bernard para el XIX y de Antonio López de Zuazo Algar para los periodistas del siglo XX y, en especial, la conclusión de un proyecto iniciado en el XIX por el musicólogo Francisco Asenjo Barbieri, el Diccionario de la Música Española e Hispanoamericana en diez volúmenes, de los cuales en 1999 se publicaron los cinco primeros, en el 2000-2001 los tres siguientes y en 2002 los dos últimos. Un insuficiente Dictionary of Hispanic Biography (Farmington Hills: Gale Research, 1996) suple en el mundo angloparlante la escasez de biografías de personajes hispánicos. La Real Academia de la Historia ha emprendido a fines del siglo XX la elaboración de un Diccionario Biográfico Español y ha creado un Centro de Estudios Biográficos en su seno que actualiza periódicamente una base de datos.
En cuanto a biógrafos, acaso sea de recordar en primer término el médico humanista Gregorio Marañón, cuyas biografías fueron, al menos durante la segunda mitad del siglo XX, muy leídas y reasentaron una cierta tradición para el género que quizás se había difuminado; su discípulo Marino Gómez-Santos, Luis Astrana Marín, Florentino Hernández Girbal; por su popularidad y rigor, las biografías de escritores de Ian Gibson, así como las de grandes figuras históricas españolas de Manuel Fernández Álvarez, entre otros.
Como quedó dicho en un principio, los grandes teóricos de la biografía son precisamente españoles, y estos fueron a su vez grandes y singularísimos biógrafos, los más importantes en lengua española: el citado Gregorio Marañón (El Conde-Duque de Olivares, Antonio Pérez, Don Juan, Amiel, Luis Vives, El Greco y Toledo, Cajal, Menéndez Pelayo...), Eugenio D'Ors (Flos Sophorum...), Ramón Gómez de la Serna (Goya, Don Ramón María del Valle-Inclán, El Torero Caracho, Óscar Wilde, Retratos contemporáneos, Efigies...) y, en menor medida, María Zambrano (Séneca, Unamuno).

## Repertorios biográficos extranjeros
A Inglaterra, Alemania e Italia les cabe el honor de haber elaborado los repertorios biográficos más importantes de los últimos tiempos. El editor inglés George Murray Smith fundó en 1882 el Oxford Dictionary of National Biography, coeditado por Leslie Stephen y más tarde por Sidney Lee, y reactualizado continuamente; en 1981 andaba ya por los veintinueve volúmenes y en 2004 contaba con un equipo fijo de 42 personas y 400 editores externos. La obra biografía de forma exhaustiva y con precisión documentada las vidas de todos los personajes importantes británicos hasta el siglo XIX. También de ámbito anglosajón es el repertorio biográfico de alumnos de la Universidad de Cambridge Alumni Cantabrigienses, la muchas veces infiel Appletons' Cyclopædia of American Biography, la Deutsche biographische Enzyklopädie (DBE) (München: Saur, 1995-2000, 13 vols., el Dictionary of American biography (New York: Charles Scribner's Son, 1964, la Encyclopaedia of world biography (New York, McGraw-Hill, 1973, 12 vols.), The International who's who (London, Europa Publications Ltd., 1935- )., el Australian Dictionary of Biography, el Burke's Peerage o, ya en francés, el Dictionnaire biographique du Canada.
Por otra parte, el Allgemeine Deutsche Biographie alemán comenzó su publicación en 1875. Italia posee el famoso Diccionario biográfico de autores de Valentino Bompiani y el Diccionario Literario Bompiani en 18 volúmenes, al que se le ha achacado cierta tendenciosidad, habida cuenta de las fechas en que se editó, en pleno auge del fascismo de Benito Mussolini; se trata sin embargo de un esfuerzo notable que acarreó mucha y valiosa erudición. Por otra parte, en italiano también, existe el ambicioso Dizionario biografico degli italiani de la editorial Treccani, que pretende llegar a los cien volúmenes y contar con 35 000 biografías.
Lo único realmente comparable en España, fuera del reciente Diccionario biográfico español de la Real Academia de la Historia, es el Diccionario biográfico de la Editorial Espasa-Calpe, que resulta del espigueo de su gran Enciclopedia; por desgracia, en él se suprime con frecuencia toda referencia bibliográfica, aunque es muy frecuente el acarreo de biografías procedentes de revistas y periódicos del siglo XIX. Existen también, en un ámbito más restringido, los siete volúmenes de Gonzalo Díaz Díaz Hombres y documentos de la filosofía española (Madrid: CSIC, 2003), el Diccionario Akal de Historiadores españoles contemporáneos de Gonzalo Pasamar Alzuria e Ignacio Peiró Martín (2002), el Diccionario biográfico español, 1808-1833 de Alberto Gil Novales y un Diccionario biográfico del socialismo español.
Otros diccionarios biográficos reseñables son el Diccionario biográfico del socialismo y del movimiento obrero en los Países Bajos, el Diccionario Biográfico Ruso, el Diccionario Bénézit, el Dictionary of Greek and Roman Biography and Mythology y el Diccionario de filósofos franceses del siglo XVII.